# David Murdoch
David Murdoch (* 17. April 1978 in Dumfries) ist ein ehemaliger schottischer Curler.
Der aus Lockerbie stammende Murdoch ist zweifacher Juniorenweltmeister, 1995 in Perth als Ersatzmann für Tom Brewster und 1996 in Red Deer als Lead in der Mannschaft von James Dryburgh. 1998 gewann er an der Junioren-WM in Thunder Bay die Silbermedaille, als Third in der Mannschaft von Garry MacKay. 1999 stieg Murdoch in die Position des Skip, des Mannschaftskapitäns, auf und erreichte bei der Junioren-WM in Östersund Platz 5.
2003 führte er Schottland in Courmayeur zum Europameistertitel und schlug dabei im Finale die schwedische Mannschaft von Skip Peter Lindholm. 2005 nahm Murdoch erstmals an einer Weltmeisterschaft teil; in Victoria (British Columbia) unterlag er im Finale der kanadischen Mannschaft von Skip Randy Ferbey. Diese guten Leistungen berechtigten ihn zur Teilnahme an den Olympischen Winterspielen 2006, wo er für Großbritannien startete und Platz 4 erreichte. Knapp zwei Monate später wurde Murdoch in Lowell (Massachusetts) mit der schottischen Mannschaft Weltmeister.
Im Dezember 2006 gewann sein Team bei den Curling-Europameisterschaften in Basel die Silbermedaille, ein Jahr später in Füssen den Europameistertitel. Diesen Titel konnte er 2008 im schwedischen Örnsköldsvik erfolgreich verteidigen.
2009 gewann er mit seinem Team im kanadischen Moncton die Weltmeisterschaft. Im Finale besiegten sie die kanadische Mannschaft um Skip Kevin Martin.
Bei der Europameisterschaft 2009 im schottischen Aberdeen unterlag er mit seinem Team in den Play-offs dem Schweizer Team um Ralph Stöckli und belegte am Ende den vierten Platz.
Als Skip spielte Murdoch bei den Olympischen Winterspielen 2010 in Vancouver im Team Großbritannien mit Third Ewan MacDonald, Second Peter Smith, Lead Euan Byers und Alternate Graeme Connal. Im Tie-Break Spiel unterlag seine Mannschaft der schwedischen um Skip Niklas Edin und belegte am Ende den fünften Platz.
Für die Weltmeisterschaft 2010 unterlag Murdoch mit seinem Team in der schottischen Qualifikation gegen das Team von Warwick Smith. Allerdings konnte er als Alternate im Team von Smith mit zur WM, hatte dort jedoch nur einen Einsatz. Am Ende gewann das schottische Team die Bronzemedaille, im Spiel um Platz drei besiegten sie die USA mit Skip Pete Fenson 6:4.
Bei den olympischen Winterspielen 2014 in Sotschi gewann er mit seinem Team die Silbermedaille und musste sich nur den Kanadiern geschlagen geben.
2017 gab Murdoch bekannt, dass er seine Curling-Karriere beendet und zukünftig als Trainer tätig sein wird. Kurz zuvor hatte der britische Verband entschieden, dass Kyle Smith mit seinem Team Großbritannien bei den Olympischen Winterspielen 2018 in Pyeongchang vertreten wird, obwohl Murdoch durch seinen sechsten Platz bei der Weltmeisterschaft 2017 die Teilnahme Großbritanniens an den Winterspielen erst ermöglicht hatte.